# Кудеб
Кудеб (рус. Кудеб; лет. Kūdupe) летонско-руска је река, лева притока реке Великаје, те део басена реке Нарве, односно Финског залива Балтичког мора.
Протиче преко регије Латгалије на крајњем истоку Летоније, те преко Палкинског рејона на крајњем западу Псковске области Русије. Протиче преко географске територије означене као Псковска низија.
У Великају се улива на њеном 58 километру узводно од ушћа, као њена лева притока. Укупна дужина водотока је 82 km (од чега је 17 km преко летонске територије), док је површина сливног подручја око 760 km² (око 30 km² је на територији Летоније).
Најважније притоксе су Глибоченка (дужина 12 km), Налица (14 km), Вруда (31 km), Лидва (31 km) и Месгушка (10 km).